# بوژیدار ساندیچ
بوژیدار ساندیچ (انگلیسی: Božidar Sandić؛ ۲۶ اکتبر ۱۹۲۲ – ۱ ژانویهٔ ۲۰۰۸) بازیکن فوتبال اهل یوگسلاوی بود.
از باشگاه‌هایی که در آن بازی کرده‌است می‌توان به باشگاه فوتبال یوگسلاویا و باشگاه فوتبال بئوگراد اشاره کرد.
وی همچنین در تیم ملی فوتبال یوگسلاوی بازی کرده‌است.